# Alejandro Díez Garín
Alejandro Díez Garín (Alicante, 26 de marzo de 1967) también conocido como Alex Cooper, es un cantautor español afincado en León, especialmente conocido por ser el solista de las bandas Los Flechazos y Cooper.

## Carrera
Alex nació en Alicante, la familia se traslada a los 3 años de edad a San Sebastián, de donde era su madre, y posteriormente fueron a vivir a Madrid y por el trabajo de su padre, que era funcionario, finalmente a León, donde comenzó y desarrolló su carrera. Allí creó el grupo Ópera Prima y más tarde, en 1988, funda la banda Los Flechazos, grupo más importante de la escena mod española. Desde su primer álbum, titulado Viviendo en la era pop (1988) y producido por Kike Cardiaco, llegará a grabar un total de diez hasta su separación en 1997, naciendo con ellos éxitos de la escena musical independiente como "Viviendo en la era Pop", "Suzzete",  "La reina del muelle" o "La chica de Mel". Fue uno de los impulsores del festival Purple Weekend de León, con el que estuvo vinculado hasta el año 2003.
En el año 2000 funda un nuevo grupo, Cooper, siendo también su solista y con los que publica cinco discos de estudio hasta su retirada del panorama musical en 2019. En 2016 realiza una gira bajo la denominación de Alex Cooper donde repasa también los éxitos de Los Flechazos. En 2017 publica el libro Club 45 : 90 canciones de la Era Pop para mods y jetsetters. Tras el fin de Cooper, Álex se dedicará a diversos proyectos culturales referentes a la cultura pop.

## Discografía

### Con Los Flechazos
- Viviendo en la era Pop (DRO, 1988).
- En el club (DRO, 1989).
- Preparados, listos, ya! (DRO, 1991)
- En acción! (DRO, 1992).
- El sorprendente sonido de Los Flechazos (DRO, 1993).
- Alta fidelidad (Elefant Records, 1995).
- Haciendo astillas el reloj (DRO, 1996).
- Pussycat (Fourtune Records, 1996).
- Días grises (Elefant Records, 1996) LP
- One More Try (Detour Records, 1996) LP

### Con Cooper
- Fonarama (2000)
- Retrovisor (2004)
- Aeropuerto (2009)
- Mi universo (2012)
- Uhf (2014)
- Popcorner, 30 Años Viviendo En La Era Pop (Recopilación, 2016)
- Tiempo, Temperatura y Agitación (2017)